# Worlds End State Park Family Cabin District
Le Worlds End State Park Family Cabin District est un district historique dans le comté de Sullivan, en Pennsylvanie, aux États-Unis. Situé au sein du parc d'État de Worlds End, ce district emploie le style rustique du National Park Service. Il est inscrit au Registre national des lieux historiques depuis le 18 mai 1987.